# Supercoupe d'Ukraine de football 2004
La Supercoupe d'Ukraine 2004 (ukrainien : Суперкубок України з футболу 2004, transcription : Superkubok 2004) est la première édition de la Supercoupe d'Ukraine, épreuve qui oppose le champion d'Ukraine au vainqueur de la Coupe d'Ukraine. Disputé le 10 juillet 2004 au Stade Tchornomorets à Odessa en Ukraine devant 34 287 spectateurs, la rencontre est remportée par le Dynamo Kiev aux dépens du Chakhtar Donetsk sur le score de 1-1 après prolongation et 6 tirs au but à 5.

## Participants
La rencontre oppose le Dynamo Kiev au Chakhtar Donetsk. Le Dynamo se qualifie au titre de leur victoire dans le championnat d'Ukraine de football 2003-2004 en ayant pour dauphin le club de Donetsk. Le Chakhtar se qualifie pour la Supercoupe grâce à sa victoire en Coupe d'Ukraine de football 2003-2004, en battant notamment le Dnipro Dnipropetrovsk en finale et le Tchornomorets Odessa en demi-finale; club résidant du Stade Tchornomorets.

## Rencontre
Le match se déroule sur un temps de quatre-vingt-dix minutes. En cas d'égalité, une séance de tirs au but a lieu sans période de prolongation préalable.
Le Dynamo Kiev mène par un but à zéro à la mi-temps grâce à l'ouverture du score d'Oleh Husyev à la vingt-troisième minute de jeu. À un quart d'heure du terme de la rencontre, Mariusz Lewandowski égalise à un but partout. 
Le Dynamo commence la séance et les deux premiers tireurs de chaque équipe loupent leur tentatives. À la troisième session, le joueur de Kiev, Maksim Chatskikh, réussit son tir alors que Ciprian Marica échoue. La session suivante, le tireur du Dynamo, Ruslan Bidnenko, voit son tir arrêté par le gardien et Mariusz Lewandowski remet les équipes à égalité 1-1. Les sessions qui suivent voient les tireurs de chaque camp réaliser les mêmes performances pour être à 5-5 après la neuvième tentative.
Oleksandr Shovkovskiy, le gardien du Dynamo Kiev, se voit dans l'obligation de tirer et marque puis arrête dans la foulée le tir du joueur de Donetsk, Cosmin Bărcăuan.
Kiev remporte la Supercoupe sur un score de six tirs au but à cinq après dix sessions.

## Feuille de match
| 10 juillet 2004                         | Dynamo Kiev | 1 - 1             | Chakhtar Donetsk                                                                                               | Stade Tchornomorets, Odessa                       |                                                   |
| 17h00 UTC+3 · Historique des rencontres | Husyev 23e | (1 - 0)           | 75e Lewandowski                                                                                                | Spectateurs : 34 287 Arbitrage : Vitaliy Hodulian | Spectateurs : 34 287 Arbitrage : Vitaliy Hodulian |
| 17h00 UTC+3 · Historique des rencontres | Diogo Rincon · Gavrančić · Shatskikh · Bidnenko · Byalkevich · Oleg Goussev · Gavrančić · El Kaddouri · Dmytrulin · Shovkovskiy | Tirs au but 6 - 5 | Vorobey · Timochtchouk · Marica · Lewandowski · Stoican · Raț · Bakharev · Matuzalem · João Batista · Bărcăuan | Spectateurs : 34 287 Arbitrage : Vitaliy Hodulian | Spectateurs : 34 287 Arbitrage : Vitaliy Hodulian |

|  |  |

|               | Gardien de but         | Oleksandr Shovkovskiy  |  |     |  |
|               | D                      | Serhiï Fedorov         |  |     |  |
|               | D                      | Yuriy Dmytrulin        |  |     |  |
|               | D                      | Goran Gavrančić        |  |     |  |
|               | D                      | Badr El Kaddouri       |  |     |  |
|               | M                      | Andriy Gousine         |  | 73e |  |
|               | M                      | Ruslan Bidnenko        |  |     |  |
|               | M                      | Oleg Goussev           |  |     |  |
|               | M                      | Valyantsin Byalkevich  |  |     |  |
|               | M                      | Florin Cernat          |  | 46e |  |
|               | A                      | Maksim Shatskikh       |  |     |  |
| Remplaçants : |                        |                        |  |     |  |
|               | M                      | Alyaksandr Khatskevich |  | 73e |  |
|               | M                      | Diogo Rincon           |  | 46e |  |
| Entraîneur :  |                        |                        |  |     |  |
|               | Oleksiy Mykhaylychenko |                        |  |     |  |

|               | Gardien de but | Jan Laštůvka         |  |     |  |
|               | D              | Flavius Stoican      |  |     |  |
|               | D              | Cosmin Bărcăuan      |  |     |  |
|               | D              | Daniel Florea        |  | 58e |  |
|               | D              | Răzvan Raț           |  |     |  |
|               | M              | Mariusz Lewandowski  |  |     |  |
|               | M              | Anatoly Timochtchouk |  |     |  |
|               | M              | Darijo Srna          |  | 66e |  |
|               | A              | Julius Aghahowa      |  | 46e |  |
|               | A              | Matuzalem            |  |     |  |
|               | A              | Andriy Vorobey       |  |     |  |
| Remplaçants : |                |                      |  |     |  |
|               | M              | Aleksei Bakharev     |  | 58e |  |
|               | A              | Ciprian Marica       |  | 46e |  |
|               | A              | João Batista         |  | 66e |  |
| Entraîneur :  |                |                      |  |     |  |
|               | Mircea Lucescu |                      |  |     |  |